# Greatest Hits (álbum de The Who)
Greatest Hits es un álbum recopilatorio del grupo británico The Who, publicado por la compañía discográfica Geffen Records en diciembre de 2009. El álbum fue también publicado con el título de Greatest Hits & More varias semanas después de su primera publicación, con un segundo disco que incluyó varias canciones extraídas del álbum Greatest Hits Live. El álbum alcanzó el puesto 54 en la lista estadounidense Billboard 200.

## Lista de canciones
Todas las canciones escritas y compuestas por Pete Townshend excepto donde se anota. 
| Disco uno |                          |                                                                  |          |  |
| N.º       | Título                   | Escritor(es)                                                     | Duración |  |
| 1.        | «I Can't Explain»        |                                                                  | 2:05     |  |
| 2.        | «My Generation»          |                                                                  | 3:17     |  |
| 3.        | «The Kids Are Alright»   |                                                                  | 3:07     |  |
| 4.        | «Substitute»             |                                                                  | 3:48     |  |
| 5.        | «Happy Jack»             |                                                                  | 2:11     |  |
| 6.        | «Pictures Of Lily»       |                                                                  | 2:44     |  |
| 7.        | «I Can See for Miles»    |                                                                  | 4:08     |  |
| 8.        | «Magic Bus»              |                                                                  | 3:16     |  |
| 9.        | «Pinball Wizard»         |                                                                  | 3:02     |  |
| 10.       | «Behind Blue Eyes»       |                                                                  | 3:43     |  |
| 11.       | «Baba O'Riley»           |                                                                  | 5:01     |  |
| 12.       | «Won't Get Fooled Again» |                                                                  | 8:33     |  |
| 13.       | «Love, Reign o'er Me»    |                                                                  | 5:54     |  |
| 14.       | «Squeeze Box»            |                                                                  | 2:42     |  |
| 15.       | «Who Are You»            |                                                                  | 3:27     |  |
| 16.       | «You Better You Bet»     |                                                                  | 5:38     |  |
| 17.       | «Eminence Front»         |                                                                  | 5:42     |  |
| 18.       | «Real Good Looking Boy»  | Pete Townshend, Luigi Creatore, Hugo Peretti, George David Weiss | 5:43     |  |
| 19.       | «It's Not Enough»        | Pete Townshend, Rachel Fuller                                    | 4:04     |  |

| Disco dos (edición Greatest Hits & More) |                                                |          |  |
| N.º                                      | Título                                         | Duración |  |
| 1.                                       | «I Can't Explain»                              | 2:32     |  |
| 2.                                       | «Substitute»                                   | 2:10     |  |
| 3.                                       | «Happy Jack»                                   | 2:12     |  |
| 4.                                       | «I'm a Boy»                                    | 2:42     |  |
| 5.                                       | «Behind Blue Eyes»                             | 3:39     |  |
| 6.                                       | «Pinball Wizard»                               | 2:48     |  |
| 7.                                       | «I'm Free»                                     | 1:44     |  |
| 8.                                       | «Squeeze Box»                                  | 2:51     |  |
| 9.                                       | «Naked Eye / Let's See Action / My Generation» | 14:19    |  |
| 10.                                      | «5:15»                                         | 5:53     |  |
| 11.                                      | «Won't Get Fooled Again»                       | 8:38     |  |
| 12.                                      | «Magic Bus»                                    | 7:33     |  |
| 13.                                      | «My Generation»                                | 3:25     |  |
| 14.                                      | «I Can See for Miles»                          | 3:45     |  |
| 15.                                      | «Who Are You»                                  | 6:22     |  |
| 16.                                      | «A Man In A Purple Dress»                      | 4:28     |  |